# Geologický ústav Slovenské akademie věd
Geologický ústav Slovenské akademie věd (slovensky Geologický ústav Slovenskej akadémie vied) je vědecké pracoviště Slovenské akademie věd, sídlící v komplexu SAV na Dúbravské cestě v Bratislavě a na Ďumbierské ulici v Banské Bystrici. V roce 2015 se ústav spojil s Geofyzikálních ústavem SAV a vytvořil spojený Ústav věd o Zemi Slovenské akademie věd.

## Zaměření
Ústav se specializuje na komplexní výzkum geologické stavby Západních Karpat a jejich vývoje, od paleozoika až do konce terciéru.
Zaměřuje se hlavně na stratigrafii, paleontologii, paleogeografii, sedimentologii, geochemii, petrologii a tektoniku. Ústav vedl výzkumy v rámci projektů IGCP UNESCO, Karpatsko-balkánské geologické asociace, VEGA a PHARE. V minulosti ústav vykonával významný výzkum porovnání neogenních souvrství centrálních paratethid nebo hornin krystalinika Západních Karpat s jinými karpatskými oblastmi. Pracovníci ústavu vyučují na několika slovenských univerzitách ale i na Masarykově univerzitě v Brně. Ústav spolupracuje s mnoha zahraničními vědeckými pracovišti a významnou měrou se podílí na publikační činnosti v oblasti geologických věd. Také vydává mezinárodní geologický časopis Geologica Carpathica. Od roku 2004 provozuje geochronologickou (Ar) laboratoř CEAL., která je však v současnosti mimo provoz.

## Historie
První pracoviště, věnující se geologii bylo založeno z iniciativy profesora Andrusova v roce 1953 jako geologická komise a později geologická laboratoř při sekci matematických věd a věd o Zemi. Laboratoř měla oddělení biostratigrafie a sedimentologie. Oddělení biostratigrafie vedli postupně Ján Seneš, Ján Bystrický a nakonec Eduard Köhler. Dimitrij Andrusov vedl geologickou laboratoř do roku 1963, později byl ředitelem Bohuslav Cambel, který založil i nové oddělení geochemie. V roce 1976 bylo založeno tektonické oddělení, které vedl Michal Maheľ a v roce 1981 přibylo oddělení nerostných surovin v Banské Bystrici, které vedl Milan Háber a později Ján Spišiak. V letech 1990-1996 byl ředitelem ústavu Eduard Köhler. Po něm vedl ústav šest let Jozef Michalík, v letech 2002–2006 Jozef Vozár. Od roku 2006 do roku 2010 byl ředitelem Jaroslav Lexa. V letech 2010 - 2018 ústav řídil Igor Broska.